# 西村甚右衛門
西村 甚右衛門（甚右衞門、にしむら じんうえもん、1847年2月24日（弘化4年1月10日）- 1926年（大正15年）10月24日）は、明治から大正期の実業家、政治家。衆議院議員。

## 経歴
下総国海上郡成田村（千葉県海上郡成田村、旭町を経て現旭市）で、呉服商、醤油醸造業「成田屋」当主・西村醇治の二男として生まれた。鹿島の儒学者・吉川松浦に師事し漢学を修め、塾頭を務めた。
1879年（明治12年）3月、第1回千葉県会議員選挙で当選し、当時の議員半数改選の制度により再選されたが、日本の府県会は有名無実で自らの意思を貫徹することはできないとして、再任を辞退し1880年（明治13年）8月に議員を退任した。
その後、1881年（明治14年）同志と東京醤油会社を設立し、醤油の共同販売と品質向上を図り、また、1883年（明治16年）アムステルダムで開催された植民地博覧会（en:International Colonial and Export Exhibition）に出品するなど、醤油の海外への販路を開拓した。また、同志と東京乗合馬車会社を設けて乗合馬車の改善に貢献した。
政界では、自由党に所属し、1890年（明治23年）7月、第1回衆議院議員総選挙（千葉県第4区）では次点で落選したが、岩崎重次郎の辞職で繰上当選し、以後、第4回総選挙まで再選され、最後は新自由党に所属し衆議院議員に連続4期在任した。
また総武鉄道の開設に尽力し、区画整理、公会堂建設、電信電話事業などに取り組み、地域の経済振興に尽力した。

## 国政選挙歴
- 第1回衆議院議員総選挙（千葉県第4区、1890年7月、自由倶楽部）次点落選[6]
  - 岩崎重次郎の当選辞退による1890年8月上旬の補欠選挙で当選[7]。
- 第2回衆議院議員総選挙（千葉県第4区、1892年2月、弥生倶楽部）当選[6]
- 第3回衆議院議員総選挙（千葉県第4区、1894年3月、自由党）当選[6]
- 第4回衆議院議員総選挙（千葉県第4区、1894年9月、自由党）当選[8]